# Aptesis fastigata
Aptesis fastigata är en stekelart som beskrevs av Henry Keith Townes, Jr. 1962. Aptesis fastigata ingår i släktet Aptesis och familjen brokparasitsteklar. Inga underarter finns listade.